# Sucre (Ekwador)
Sucre – miasto w Ekwadorze, w prowincji Manabí.